# A.J. Wynder
A.J. Wynder (Bronx, 11 settembre 1964) è un ex cestista e allenatore di pallacanestro statunitense, professionista nella NBA.

## Carriera
Con gli Stati Uniti ha disputato i Giochi panamericani di Mar del Plata 1995.

## Palmarès
- 3 volte CBA All-Defensive First Team (1991, 1992, 1993)
- Migliore nelle palle recuperate CBA (1991)
- Miglior tiratore di liberi CBA (1989)